# Funningsfjørður (fjord i Färöarna)
Funningsfjørður är en fjord i Färöarna (Kungariket Danmark).   Den ligger i sýslan Eysturoya sýsla, i den norra delen av landet, 30 km norr om huvudstaden Torshamn.